# Дунець Богдан Ярославович
Богдан Ярославович Дунець (29 жовтня 1947, м.Теребовля, Тернопільська обл. — 30 серпня 1989, м.Тернопіль) — український диригент, педагог, музикант. Брат Василя Дунця, батько Олесі та Святослава Дунців.

## Життєпис
Закінчив Тернопільське музичне училище. Служив у радянській армії. Спеціальність військового диригента здобував у Московській консерваторії, але не закінчив навчання через хворобу сина Святослава, якому потрібно було переливання крові батька. Тому, залишивши навчання, поїхав додому.
|                          | В Москві не повірили в пояснення Богдана, звинувативши його в бандерівщині і зраді Батьківщини. Тому він написав рапорт про звільнення. А тоді ще цілий рік до Дунців приїжджали різні комісії і перевірки, щоб переконатись, що хвороба сина це не видумка |
| — згадує дружина Людмила | |

.
Згодом вирішив вступати до Львівської консерваторії. Та з Москви прийшов наказ не приймати його до консерваторії. Про це чесно повідомив Микола Колесса одразу ж після прослуховування. Богдан Дунець подав документи в Київську консерваторію, де продовжив навчання на факультеті симфонічного диригування у Степана Турчака. Після закінчення консерваторії, разом із сім'єю переїхав до Чернігова, де викладав у музичному училищі. Диригував симфонічним оркестром, а згодом створив й естрадно-симфонічний.
Через погане здоров'я сина переїхав у Крим в село Славне Роздольненського району, де очолив школу мистецтв.
1984 року переїхав до Тернопіля. Працював інспектором в управлінні культури.
З 1987 року працював у Тернопільській обласній філармонії.
30 серпня 1989 року загинув в автомобільній катастрофі.

## Заслуги
При Тернопільській обласній філармонії створив камерний оркестр (1987). Постановник і головний диригент опер:
- «Прапороносці» Олександра Білаша за романом Олеся Гончара (1986),
- «Шлюбний вексель» Джоаккіно Россіні (1987; режисер-постановник Михайло Форгель, головний диригент — Богдан Дунець) — новаторського твору в історії Тернопільської обласної філармонії[3].

Писав музику, інструментування, методичні підручники для музичних шкіл.